# Верпело
Верпело (нем. Werpeloh) — община в Германии, в земле Нижняя Саксония.
Входит в состав района Эмсланд. Подчиняется управлению Зёгель. Население составляет 1093 человека (на 31 декабря 2010 года). Занимает площадь 35,34 км².

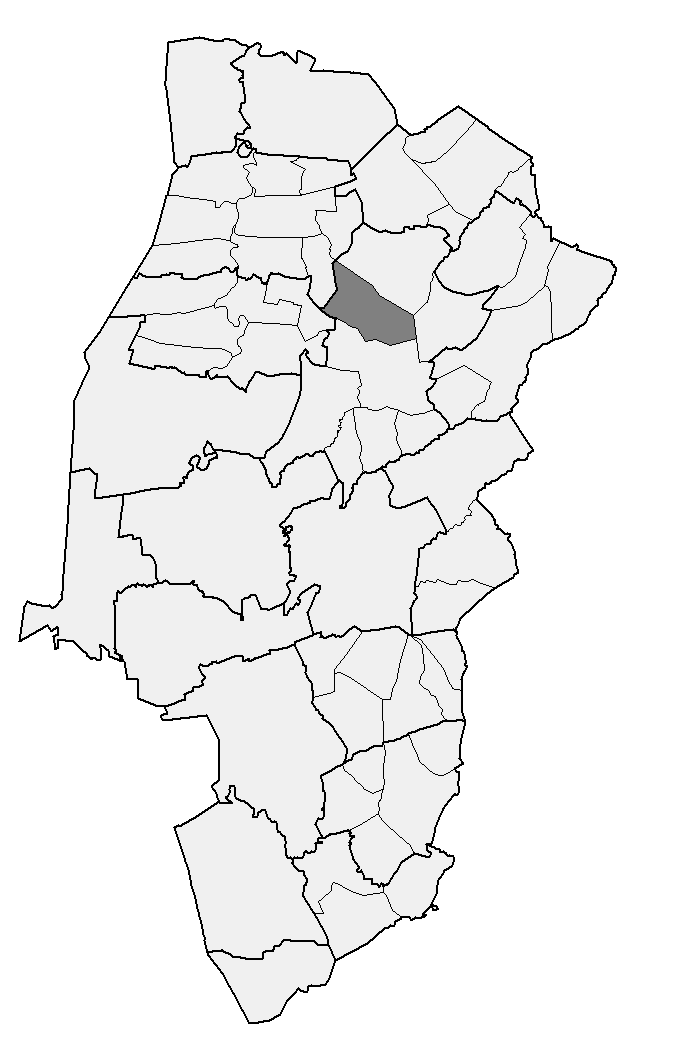
Верпело